# 皮尼格羅夫 (喬治亞州)
皮尼格羅夫（英語：Piney Grove）是位於美國喬治亞州哈里斯縣的一個非建制地區。該地的面積和人口皆未知。

## 地理
皮尼格羅夫的座標為32°37′33″N 85°02′12″W / 32.62583°N 85.03667°W，而該地的平均海拔高度為181米（即594英尺）。